# Phil's Mood
Phil's Mood è un album del sassofonista statunitense Phil Woods con Enrico Pieranunzi, pubblicato (a nome Phil Woods & Space Jazz Trio) dalla Philology Records nel 1988.
Il disco fu registrato il 20 aprile 1988 al Soundvideocat Studio di Roma, Italia.

## Tracce
Musiche composte da Enrico Pieranunzi, tranne Upstairs composto da Enzo Pietropaoli
1. New Lands – 6:08
2. Night Bird – 6:36
3. Chet – 6:39
4. Phil's Mood – 5:59
5. Blue Ballad – 6:36
6. Upstairs – 4:19
7. Hindsight – 6:32
8. New Lands – 4:40 – 2nd take
9. Upstairs – 4:47 – 2nd take
10. New Lands, Pt.3 – 5:51 – 3rd take
11. Night Bird, Pt.2 – 7:20 – 2nd take

## Musicisti
- Enrico Pieranunzi - pianoforte
- Phil Woods - sassofono alto
- Enzo Pietropaoli - contrabbasso
- Alfred Kramer - batteria